# Brasema aprilis
Brasema aprilis är en stekelart som först beskrevs av William Harris Ashmead 1904.  Brasema aprilis ingår i släktet Brasema och familjen hoppglanssteklar. Inga underarter finns listade.